# Mystification du monoxyde de dihydrogène

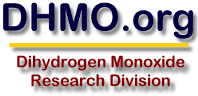
Affiche du site DHMO.org chargé de la « recherche » sur le DHMO.

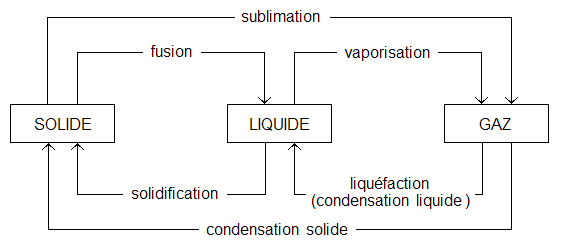
Les risques liés au DHMO sont associés à ses différents états physiques. À l'état solide il peut causer des nécroses, sous forme de vapeur des brûlures graves, et à l'état liquide la suffocation.

La mystification du monoxyde de dihydrogène consiste à attribuer à l’eau (H2O) une dénomination complexe inconnue des non-initiés, et à tenir à son sujet un discours solennellement scientifique et totalement exact créant cependant chez l’auditeur une inquiétude injustifiée.

## Origines de la mystification
Une version populaire de cette mystification a été créée par Eric Lechner, Lars Norpchen et Matthew Kaufman, colocataires alors qu'ils étudiaient à l'université de Californie à Santa Cruz en 1990, revisitée par Craig Jackson en 1994 et portée à la connaissance du public, en 1997, par Nathan Zohner, un élève de 14 ans. Dans le cadre de son projet de science intitulé « À quel point sommes-nous crédules ? » (« How gullible are we? »), celui-ci a remis à cinquante de ses condisciples un rapport décrivant les méfaits du « DHMO » (pour dihydrogen monoxide, nom anglais du monoxyde de dihydrogène). 86 % des élèves interrogés se déclarèrent favorables à l'interdiction de la substance chimique,. En France, le canular a connu un regain d'intérêt peu avant le premier avril 2017 avec sa mise en scène dans Le Magazine de la santé de France 5 par le journaliste scientifique Florian Gouthière,, assorti d'une pétition.
Cette mystification peut être interprétée, au choix, comme étant :
- une démonstration de la crédulité du public par rapport aux informations formulées dans un jargon scientifique alarmiste. Diverses pétitions ont été signées par plusieurs centaines de personnes pour retirer le monoxyde de dihydrogène de l'environnement ;
- une dénonciation de certains politiques qui instaurent volontairement un climat de confusion et de panique dans la population ;
- une dénonciation de certains scientifiques qui, imbus de leurs connaissances, accumulent les termes techniques, rendant obscurs — pas toujours involontairement — les discours par lesquels ils sont censés informer leurs auditeurs ;
- une dénonciation de certains activistes environnementaux qui cherchent à instaurer un climat de peur irrationnelle (chimiophobie) en utilisant un vocabulaire scientifique.

## Explication du nom
L’eau pure est un composé chimique de formule H2O.
- Un oxyde est un composé chimique obtenu par action de l’oxygène sur un corps (oxydation), par exemple un métal ; la formule brute d’un oxyde est de la forme XmOn’. H2O est un oxyde : le monoxyde de dihydrogène (mono- (un) et di- (deux) pour signaler qu'un seul atome d'oxygène est lié à deux atomes d’hydrogène).
- De la même manière, un hydroxyde a une formule du type R-OH ; on peut écrire celle de l’eau H-OH, et en conséquence l’appeler hydroxyde d’hydrogène, ce qui permet une variante du canular.
- Le même H-OH peut être vu comme un acide (formule commençant par H-) : l’acide hydroxyque (ou oxhydrique), d’où une troisième version du canular.
- Le même H-OH peut être vu comme un alcool (composé de formule générique CnH2n+1OH, ici avec n=0) : l’hydrogénol (fonction alcool lié à un simple atome d'hydrogène).
- Par autoprotolyse ({\displaystyle \mathrm {H_{2}O\rightarrow H^{+}+OH^{-}} } ou {\displaystyle \mathrm {2H_{2}O\rightarrow H_{3}O^{+}+OH^{-}} }), l’eau peut se séparer en ions hydrogène ou hydronium et hydroxyde, ce qui peut permettre de nommer ce produit « hydroxyde d’hydrogène » ou « hydroxyde d’hydronium ».
- Enfin, selon la nomenclature de la chimie organique, on peut attribuer à l'eau le nom systématique d'« oxydane », à l'instar du méthane, de l'azane (ammoniac), du phosphane (phosphine) du silane et du borane.

La nomenclature IUPAC donne toutefois comme nom de l'eau « eau ».

## Propriétés associées au produit

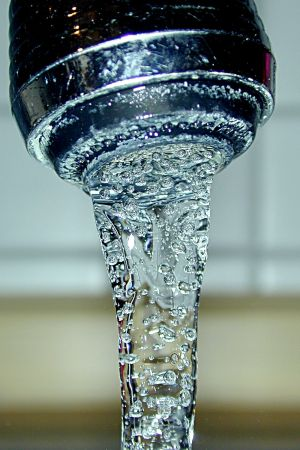
Du monoxyde de dihydrogène sous forme liquide.

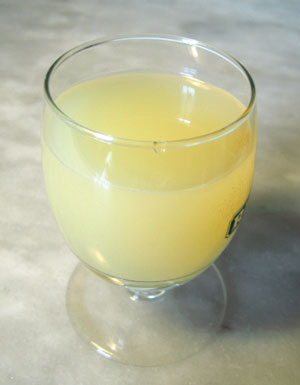
Liquide troublé par du monoxyde de dihydrogène liquide.

Les promoteurs et diffuseurs des « risques » du monoxyde de dihydrogène, pointent les caractéristiques suivantes,, :
Sur la santé
- son inhalation, même en faible quantité, peut causer la mort par asphyxie ;
- sa forme gazeuse peut causer de graves brûlures ;
- le contact prolongé avec sa forme solide provoque des lésions des tissus ;
- a été trouvé dans des biopsies de tumeurs et lésions pré-cancéreuses, ainsi que dans les tumeurs de malades du cancer en phase terminale ;
- il serait le principal agent à l'origine d'œdèmes.
- parmi les symptômes résultant de l'ingestion de monoxyde de dihydrogène on peut observer une sudation et une miction excessives, et éventuellement une sensation de ballonnement, des nausées et vomissements, ainsi qu'un déséquilibre électrolytique corporel ;
- une ingestion excessive peut causer des effets néfastes pouvant entraîner la mort ;
- toutes les personnes étant entrées en contact avec lui sont mortes ou vont mourir ;
- il est utilisé comme adjuvant dans les vaccins[9] ;
- in vitro, il provoque l’éclatement des cellules humaines ;

Sur l'environnement
- est souvent associé aux cyclones mortels survenant notamment dans le centre des États-Unis ;
- des variations de température du monoxyde de dihydrogène sont soupçonnées de contribuer au phénomène climatique El Niño ;
- il est un élément principal des pluies acides ;
- il contribue à l’érosion des sols ;
- il est relâché en grande quantité par les centrales nucléaires, directement dans les rivières et les mers, ou bien dans l'atmosphère ;
- il est le principal composant des « chemtrails », trainées apparaissant à l'arrière des avions volant à haute altitude ;
- il peut être à l’origine de catastrophes écologiques diverses et variées lors d’intempéries ;
- sous sa forme gazeuse, c'est un puissant gaz à effet de serre ;
- on le trouve en très fortes concentrations dans les océans mais il pollue aussi de nombreux fleuves et rivières ;
- on en retrouve en grande quantité dans les cours d'eau, les lacs, les mers et les océans ;
- on en retrouve jusqu'aux pôles Nord et Sud :

Sur les constructions
- sa forme solide peut provoquer de graves incidents, voire des accidents irrémédiables dans les transports maritime, automobile et ferroviaires;
- sa forme poudreuse, en particulier concentrée en plaques instables, peut être un obstacle au développement harmonieux des loisirs de montagne ;
- il provoque la corrosion et la destruction des métaux et des appareils électriques ;
- il augmente considérablement les risques en présence de conducteurs électriques sous tension ;
- il est utilisé dans des cas de torture ou lors d'interventions policières contre des manifestants ;
- son exposition diminue l'efficacité des freins automobiles ;
- il serait le composant principal entrant dans la fabrication d'une certaine catégorie de bombes artisanales ;

Autres propriétés chimiques
- il présente à la fois un caractère acide et basique ;
- il présente un pH de 7, plus élevé que tous les acides même à très fortes concentrations ;
- c'est un puissant solvant, largement utilisé dans l'industrie chimique ;

Corrélations sociales
- Il est présent dans une grande quantité de produits alimentaires, y compris des produits labellisés bio ;
- On en trouve des traces dans le sang et les cheveux des enfants (alors qu'une surdose peut les tuer) ;
- tous les jeunes délinquants en consomment ;
- certains alcooliques le mélangent avec leur boisson pour prétendument en atténuer les effets (alors même qu'il trouble le pastis) ;
- pour les sujets dépendants, le sevrage de monoxyde de dihydrogène signifie une mort certaine.

## Contexte d'utilisation
Ce canular est parfois utilisé dans des débats de société autour de questions scientifiques, souvent en réponse à des arguments pseudo-scientifiques ou pour déconstruire un argument par l'absurde. Il est par exemple employé par les défenseurs des vaccins pour critiquer certains arguments de leurs opposants.

## Chronologie de canulars passés
- En 1989-1990, plusieurs étudiants de l'université de Californie à Santa Cruz distribuent des tracts dénonçant la contamination au monoxyde de dihydrogène[11],[12].
- En 1994, Craig Jackson crée un site web pour l’association pour le bannissement du DHMO[11],[13].
- Le site web de la « défense de l'hydroxyde d'oxygène » fut ensuite créé par Dan Curtis Johnson (en) en réponse au précédent, prétendant en dénoncer ses « visées subversives ». Le site indique que l'hydroxyde d'hydrogène « ne nuit pas à l'environnement », et « améliore la santé et la croissance de nombreuses formes de vie. »[14]
- En 1997, Nathan Zohner, alors âgé de 14 ans et scolarisé à Idaho Falls, collecta 43 signatures sur sa pétition visant à bannir ce produit, sur les 50 élèves à qui cette pétition fut proposée. Zohner reçut pour cet exploit le premier prix d'Exposcience de la région de Idaho Falls[2]. En référence à cette enquête, le journaliste James K. Glassman (en) introduit même le néologisme « zohnerisme », pour désigner « le fait d'utiliser des faits véridiques pour conduire un public mathématiquement et scientifiquement ignare à des conclusions fausses »[15].
- En 1998, inspiré par les pages web de Jackson et le sondage de Zohner, Tom Way ouvrit un site web DHMO.org proposant des liens à d'autres sites authentiques du gouvernement fédéral des États-Unis, tels que l'Environmental Protection Agency (agence de protection de l’environnement) et le National Institutes of Health (agence nationale pour la santé).
- Le premier avril 1998, au titre du traditionnel poisson d'avril, un membre du Parlement d'Australie annonça le lancement d'une campagne pour l'éradication du monoxyde de dihydrogène[16].
- En 2001, une responsable du Parti vert d'Aotearoa Nouvelle-Zélande et membre du parlement de Nouvelle-Zélande, Sue Kedgley (en) se fit piéger à répondre à une campagne pour le bannissement du monoxyde de dihydrogène, disant qu'elle était « en soutien total de cette campagne visant à éliminer cette substance toxique ». Cette bourde fut tournée en dérision dans un communiqué de presse du Parti national d'Australie[17], dont un représentant parlementaire fut victime du même canular six ans plus tard[18].
- En 2002, l'animateur radio Neal Boortz (en) déclara à l'antenne que le système de distribution d'eau de la ville d'Atlanta avait été examiné et s'était révélé contaminé par du monoxyde de dihydrogène, continuant en énumérant les « dangers » que présente ce « dangereux » produit chimique. Une station TV locale reprit l'information et se fit l'écho de ce « scandale ». En réponse, un porte-parole du service de distribution d'eau assura au reporter que la concentration en monoxyde de dihydrogène ne dépassait en aucun point la limite autorisée par la loi[19].
- L'idée a été reprise dans un passage d'un épisode du show de Penn et Teller, Bullshit! (n'importe quoi), dans lequel l'actrice Kris McGaha (en) et l'équipe de tournage sollicitèrent des personnes se déclarant « concernées par l'environnement » pour signer une pétition demandant l'interdiction de DHMO[20].
- En mars 2004, la municipalité d'Aliso Viejo (Californie) a failli délibérer sur l'interdiction du doggy bag en plastique pour tout événement sponsorisé par la commune, parce que la fabrication de ce matériau utilise du monoxyde de dihydrogène : un assistant juridique de la municipalité l'avait inscrit de ce fait à l'ordre du jour. Il plaida ensuite, pour sa défense, une recherche insuffisante sur ces données[21]. La motion fut retirée de l'ordre du jour avant de faire l'objet d'un vote, mais entre-temps la municipalité fut la risée d'une mauvaise publicité[2].

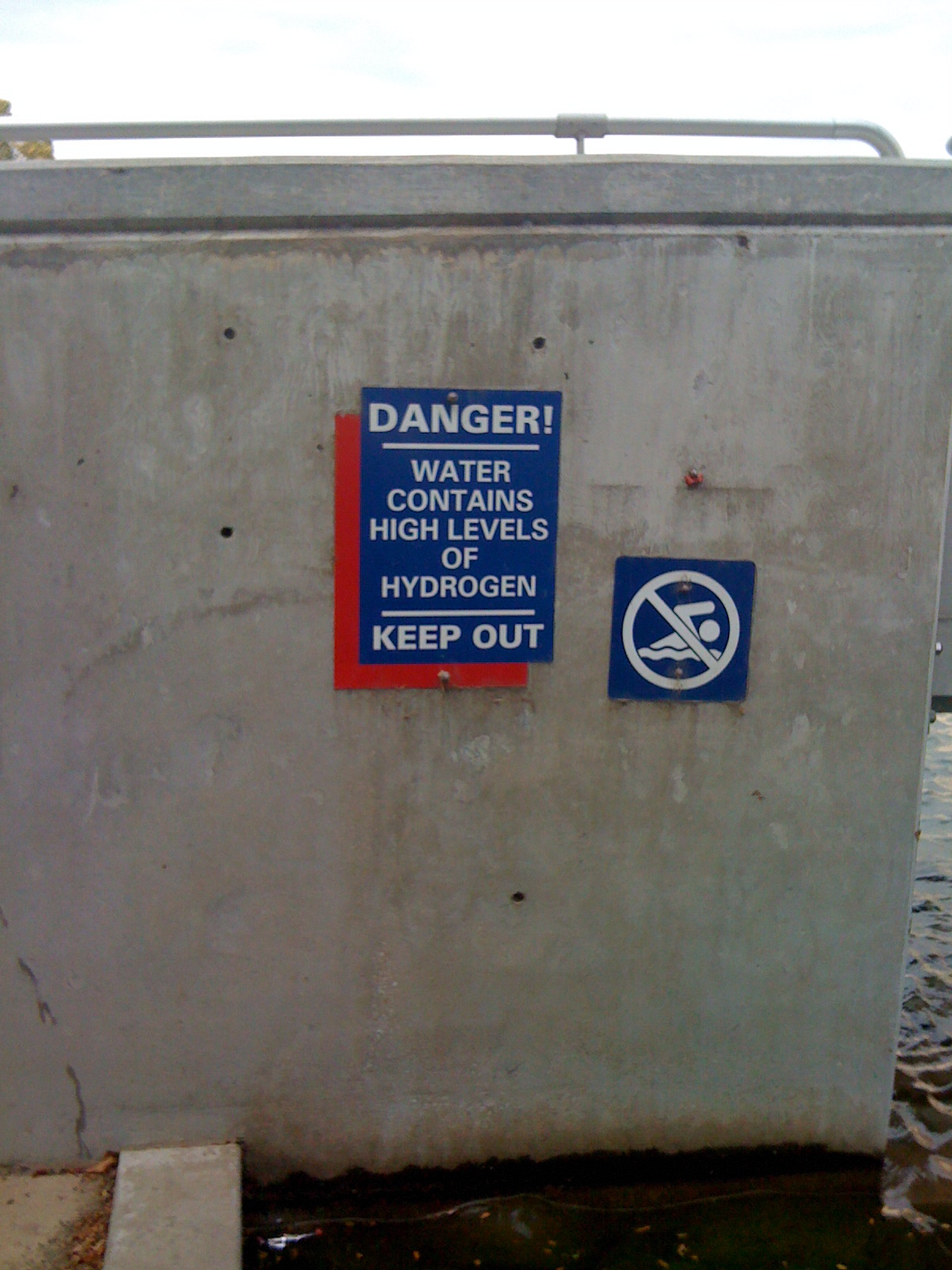
Avertissement humoristique sur le danger de l'eau à Louisville (Kentucky).

- En 2006 à Louisville (Kentucky), David Karem, directeur du Louisville Waterfront Park, souhaitait dissuader le public d'utiliser une pièce d'eau publique pour la baignade. Misant sur l'inculture scientifique du public, il fit poser (voir image) des panneaux indiquant « Danger - cette eau contient une haute teneur en hydrogène - ne pas s'approcher »[22].
- En 2007, Jacqui Dean (en), membre et député du Parti national de Nouvelle-Zélande, reprit le canular et posa une question écrite au ministre délégué pour la santé, Jim Anderton, demandant « si les experts du comité consultatif sur les substances toxiques envisagent d'interdire ce produit »[18],[23],[24].
- Le 1er avril 2010, le parlementaire conservateur canadien Andrew Scheer reprend le canular du DHMO sur son site personnel, présentant un « communiqué de presse » dans lequel il prétend avoir déposé un projet de loi pour interdire l'utilisation de ce produit dans tout bâtiment fédéral[25].
- À l'occasion des élections législatives finlandaises de 2011 en février, un système d'aide au vote fut lancé pour demander aux candidats si la vente libre de « l'acide hydrique, également connu sous le nom de monoxyde de dihydrogène » devait être réglementée. 49 % des candidats furent en faveur de la réglementation plus stricte[26].
- En avril 2013, le premier du mois, sacrifiant à la traditionnelle blague du poisson d'avril, deux animateurs de la station radio locale WWGR, du comté de Lee (Floride), « informèrent » leurs auditeurs que du monoxyde de dihydrogène coulait de leurs robinets. Leur sanction fut une suspension de quelques jours[27],[28]. En réponse à cette annonce, de nombreux usagers appelèrent la compagnie locale de distribution d'eau, qui finit par émettre un communiqué disant que l'eau du réseau était entièrement propre à la consommation[29].
- En mars 2017, le lendemain de la Journée mondiale de l'eau, Le Magazine de la santé de France 5 a mis en scène une chronique présentant le canular puis sa réfutation[5], proposant également une pétition en ligne à faire signer, dans la perspective du 1er avril[4].
- Sur le site du Royaume-Uni accueillant les pétitions citoyennes, des pétitions sur ce sujet sont régulièrement fermées ou refusées[30].